# متعدد حدود خطي المتغيرات
في علم الجبر، يمثل متعدد الحدود متعدد الخطية اقتراناً متعدد الحدود وخطي بالنسبة لجميع متغيراته. وبعبارة أخرى، لا توجد فيه أي من المتغيرات التربيعية أو التكعيبية أو أكبر، بل كل متغيراته خطية.
على سبيل المثال، المعادلة التالية تمثل متعدد حدود خطي المتغيرات : 
p(x,y,z) = 3xy + 2.5 y - 7z ، في حين أن المعادلة p(x,y,z) = x^2 +4y ليست كذلك، لأن x مرفوعة للقوة 2 فيها. متعددة الحدود خطية المتغيرات تمثل جانبا هاما لدراسة متعددات الحدود. درجة متعدد الحدود ذو المتغيرات الخطية تُعطى بعدد المتغيرات المختلفة فيه.